# بيتر فريس يوهانسون
بيتر فريس يوهانسون (بالسويدية: Peter Friis Johansson)‏ هو عازف بيانو سويدي ودنماركي، ولد في 1983.

## وصلات خارجية
- بيتر فريس يوهانسون على موقع ميوزك برينز (الإنجليزية)